# Jamie Ingledow
Jamie Ingledow (sinh ngày 23 tháng 8 năm 1980) là một cựu cầu thủ bóng đá chuyên nghiệp người Anh thi đấu ở Football League cho Rotherham United, Chesterfield và Halifax Town.
Sau khi thi đấu chuyên nghiệp, anh thi đấu nghiệp dư tại Wakefield & Emley. Sau đó anh trở thành một đầu bếp chuyên nghiệp làm việc ở Lake District.